# Francisco Atanasio Domínguez

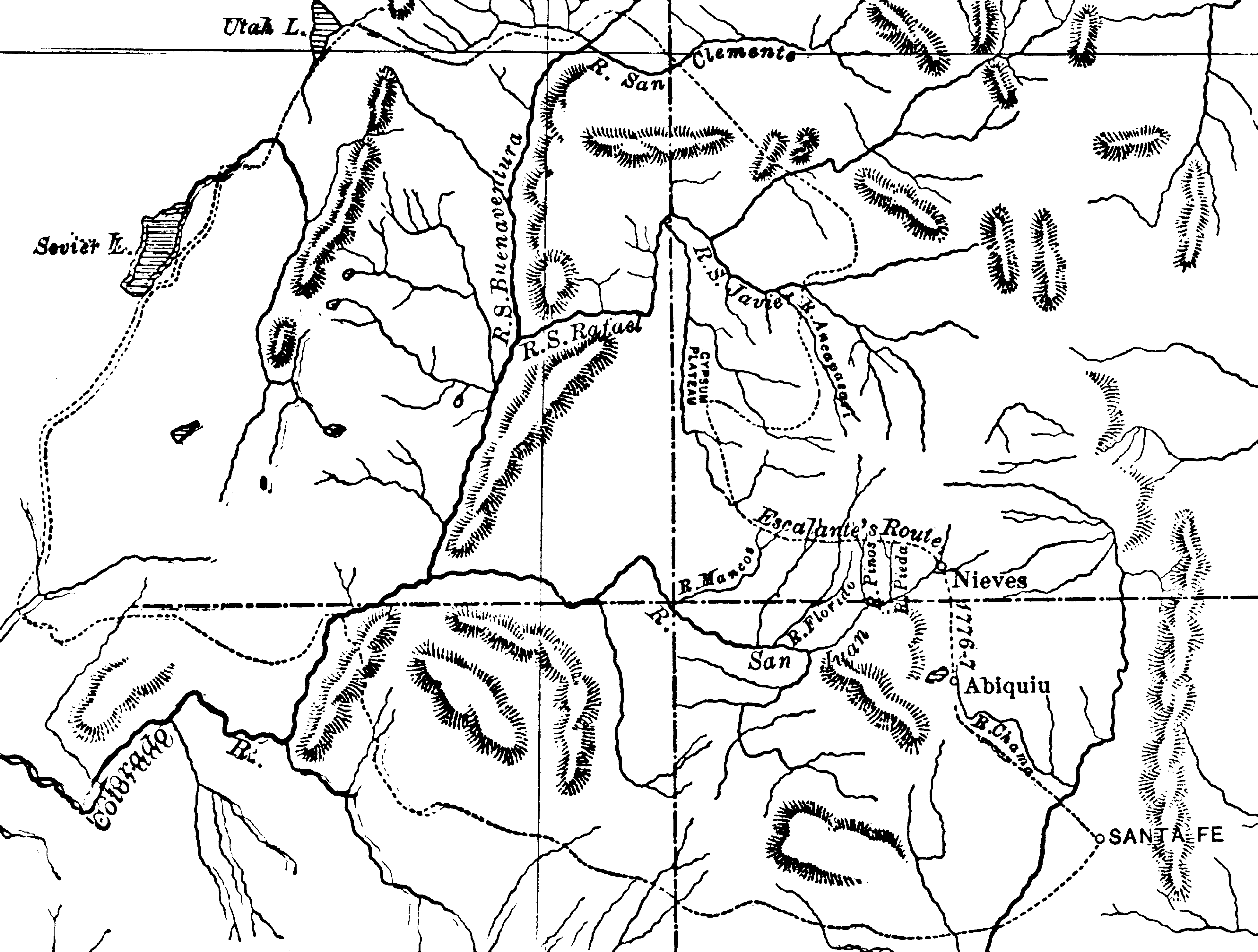
La ruta de la expedición de Domínguez y Escalante de 1776.

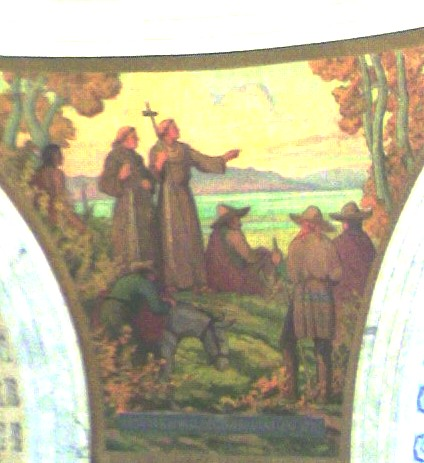
Pintura de la expedición de Domínguez y Escalante en el edificio del Capitolio de Utah.

Francisco Atanasio Domínguez (Ciudad de México, c. 1740 – San Elizario, cerca de El Paso, 1803) fue un sacerdote franciscano, misionero y explorador del norte de México (posteriormente suroeste de Estados Unidos).
Fue admitido en el convento de San Cosme de la Orden franciscana en 1753, y en 1757 ingresó en dicha orden, con 17 años.
En 1776 fue enviado a Nuevo México (actual estado de Nuevo México, EE. UU.) como supervisor para inspeccionar las misiones a lo largo de la ruta a Santa Fe. También le fue asignada la tarea de acompañante del fraile Silvestre Vélez de Escalante y del cartógrafo Bernardo Miera y Pacheco para organizar y encabezar una expedición de avanzadilla misionera a Monterey (California) durante la cual atravesó el Gran Cañón y donde fue el primer hombre blanco en atravesar Utah. Este grupo se le conoce como la Expedición de Domínguez y Escalante.
A su regreso a Santa Fe y Ciudad de México, Domínguez remitió a sus superiores franciscanos una crónica bastante crítica con la administración de las misiones de Nuevo México. Sus observaciones le acarrearon la pérdida de confianza de la jerarquía franciscana, que le envió a una recóndita misión en el norte de México, en los presidios de Nueva Vizcaya, donde murió en 1803.
Aunque la expedición de Escalante fracasó en su intento de llegar a California, aportó el conocimiento de nuevas tierras inexploradas de la actual Utah.